# Střezetice
Střezetice (deutsch Stresetitz) ist eine Gemeinde in Tschechien. Sie liegt zehn Kilometer nordwestlich des Stadtzentrums von Hradec Králové und gehört zum Okres Hradec Králové.

## Geographie
Střezetice befindet sich am Oberlauf des Baches Radostovský potok auf der Ostböhmischen Tafel. Nördlich erhebt sich der Hügel Chlum (337 m). Im Osten verläuft die Eisenbahnstrecke von Hradec Králové nach Jičín, die unweit des Dorfes gelegene Bahnstation trägt den Namen "Dlouhé Dvory".
Nachbarorte sind Horní Dohalice im Norden, Lípa, Dlouhé Dvory, Hejcmanka und Rozběřice im Nordosten, Všestary im Osten, Rosnice im Südosten, Probluz und Dolní Přím im Süden, Lubno im Südwesten, Popovice und Třesovice im Westen sowie Mokrovousy und Dohaličky im Nordwesten.

## Geschichte
Die erste urkundliche Erwähnung des Dorfes erfolgte im Jahre 1351 als Besitz des Dekanates in Königingrätz. Während der Hussitenkriege eroberte Diviš Bořek z Miletínka die Güter und eignete sie sich an. Während des 16. Jahrhunderts besaßen die Dohalský von Střezetice das Dorf. Von ihnen erwarben 1575 die Vladiken Štastný von Třezetice den Besitz. Ihnen folgte 1603 Jindřich Tamchyn von Doubravice und Střezetice. Anschließend erwarben die Panský von Střezetice die Güter und schlossen diese nach dem Dreißigjährigen Krieg an die Herrschaft Libčany an. In der berní rula sind für das Dorf der Hof und sieben Wirtschaften ausgewiesen. 1664 brannte der Hof nieder. Im Theresianischen Kataster sind für Střezetice 23 Chaluppen mit 78 Bewohnern erfasst.
Nach der Aufhebung der Patrimonialherrschaften bildete Střesetice/Stresetitz ab 1850 eine Gemeinde im Bezirk Königgrätz. Am 3. Juli 1866 trafen während des Deutschen Krieges in der Gegend die verfeindeten preußischen und österreichischen Truppen aufeinander. Bei der Schlacht bei Königgrätz zogen durch das Dorf Einheiten der Kavallerie. Die Einwohner flohen nach Pardubice und kehrten drei Tage nach dem Ende der Kämpfe in das Dorf zurück. Der böhmische Maler Václav Sochor hat im Jahre 1900 in seinem Ölgemälde Der Reiterkampf bei Střesetitz den Kampf der österreichischen Achter-Kürassiere mit den 3. Neumärkischen Dragonern geschildert. Das 491 × 790 cm große Monumentalgemälde befindet sich heute (2011) im Heeresgeschichtlichen Museum in Wien.
1949 wurde die Gemeinde dem Okres Hradec Králové-okolí zugeordnet und kam nach dessen Auflösung am 1. Januar 1961 zum Okres Hradec Králové. 1980 kam Dlouhé Dvory als Ortsteil hinzu.

## Gemeindegliederung
Die Gemeinde Střezetice besteht aus den Ortsteilen Dlouhé Dvory (Langenhof) und Střezetice (Stresetitz).

## Sehenswürdigkeiten
- Mehrere Gedenksteine für Gefallene der Schlacht bei Königgrätz
- Kruzifix
- Kapelle in Dlouhé Dvory